# Água Doce (Santa Catarina)
Água Doce é um município brasileiro do estado de Santa Catarina. Localiza-se a uma latitude 26°59'52" sul e a uma longitude 51°33'22" oeste, estando a uma altitude de 969 metros. Sua população em 2022 foi estimada em 6.508  habitantes.
Possui uma área de 1.319,137 km² e é o quinto município em extensão territorial do Santa Catarina.

## Etimologia
Tem este nome por causa de um pequeno incidente com um tropeiro chamado João Líbia, que viajava até Marcelino Ramos para buscar mantimentos. Em meio a essas viagens, um rio tinha que ser atravessado, e uma mula que estava transportando açúcar desequilibrou-se e caiu no rio, perdendo toda a carga. A partir disso foi nomeado o rio e a cidade.

## História

### Origens e povoamento
Água Doce é um município caracterizado por sua vastidão e beleza. Suas terras pertencem à região que chama-se "Campos de Palmas" (porção catarinense), os quais os sertanistas descobriram e colonizaram desde 1839. Com o Acordo de Limites entre o Paraná e Santa Catarina, começaram a pertencer ao estado catarinense. Os Campos de Palmas propriamente ditos integraram-se no então município de Cruzeiro, atual Joaçaba.
Inicialmente, o povoamento foi processado com lentidão, quase sendo absolutamente predominante o tipo humano que ocupava a região de Palmas (Paraná). Foi intensificada desde 1919 a existência atual de migrantes gaúchos descendentes de imigrantes que vieram da Itália.

### Formação administrativa
Distrito em 1943, Água Doce elevou-se à categoria de município em 21 de junho de 1958, por meio da Lei nº 348. Foi instalado em 25 de julho de 1958. É importante lembrar de Jesuíno Mendes que, com os demais idealistas, foi símbolo da intensa luta pela emancipação municipal.
O primeiro prefeito escolhido por nomeação do governo estadual foi Ângelo José Bruno. Vitório Amadio Macagnann foi o primeiro prefeito que o povo de Água Doce elegeu. Água Doce é o município de maior área territorial do Meio-Oeste de Santa Catarina. Sua economia se baseia na pecuária, no extrativismo vegetal e na agricultura.

## Geografia
O município de Água Doce ocupa o quinto lugar em extensão territorial no estado de Santa Catarina. Compreende uma área de 1.319 km² e está situado no meio oeste catarinense. Apresenta um relevo muito acidentado com montanhas, vales e planícies.
O clima é classificado como mesotérmico úmido, sem estação seca, com verões frescos e invernos rigorosos com ocorrência de geadas e neve, principalmente na região dos campos. A temperatura média é de 16,6 °C e a precipitação pluviométrica anual gira em torno de 1.000 a 1.900 mm.
A vegetação é uma mata densa na zona colonial, formada por árvores de grande porte como: pinheiro, imbuia, cedro, angico, louro, canela, branquilho, bracatinga e outras plantas menores como: guamirim, erveira, guabirobeira, pitangueira, etc. A região é apropriada para o cultivo de árvores frutíferas.
Na região dos campos a mata é menos densa e as árvores são mais baixas ou inexistentes. Os campos são cobertos pelo capim-mimoso e geralmente aproveitados para a criação de gado.

## Fauna e flora
No município de Água Doce há o registro de mais de 85 espécies de aves. Há também o registro de 15 espécies de mamíferos. Em relação a espécies da flora, há no município o registro de 55 espécies de orquídeas e bromélias. A flora nativa do município passa de 400 espécies vasculares, a maioria campestres.